# Costumes em Comum
Costumes em Comum (Customs in Common: studies in traditional popular culture) é um livro de autoria do historiador britânico E. P. Thompson (1924-1993) sob o ponto de vista "história a partir de baixo", abordando temas como a história do trabalho, motins, radicalismo, crime, costume, lei, sedição e cultura populares.